# Liesveld
Liesveld és un antic municipi de la província d'Holanda del Sud, al sud dels Països Baixos. L'1 de gener del 2009 tenia 9.756 habitants repartits sobre una superfície de 44,44 km² (dels quals 3,39 km² corresponen a aigua). Limitava al nord amb Bergambacht, Schoonhoven i Lopik (U), a l'oest amb Nederlek, a l'est Zederik i al sud amb Nieuw-Lekkerland, Graafstroom i Giessenlanden.
L'1 de gener de 2013 es va fusionar amb Graafstroom i Nieuw-Lekkerland, creant el nou municipi de Molenwaard.

## Centres de població
- Groot-Ammers, cap de municipi, 3.800 habitants.
- Langerak 1.600 habitants.
- Nieuwpoort 1.400 habitants.
- Streefkerk 2.900 habitants.
- Waal.

## Ajuntament
- SGP/ChristenUnie 4 regidors
- CDA 3 regidors
- Gemeentebelangen 3 regidors
- PvdA 2 regidors
- VVD 1 regidor